# Jiří Moulis
Jiří Moulis (* 18. ledna 1950 Liberec) je bývalý československý reprezentant a první čs. mistr Evropy v jízdě na skibobech.
V registrech svazků StB je vedený jako agent StB s krycím jménem Jiří.